# Psilopogon lineatus
Psilopogon lineatus е вид птица от семейство Megalaimidae.

## Разпространение
Видът е разпространен в Бангладеш, Бутан, Виетнам, Индия, Индонезия, Камбоджа, Китай, Лаос, Малайзия, Мианмар, Непал и Тайланд.